# Vaporizer
Ein Vaporizer, Vaporiser oder Vaporisator (wörtlich auch Verdampfer) ist ein Gerät zur Verdampfung von Wirkstoffen. Die Bezeichnung kennzeichnet seit langem in der Medizin die in Form von Einschüben in Narkosegeräten gebräuchlichen Anästhetika-Verdampfer für fluide Anästhetika.

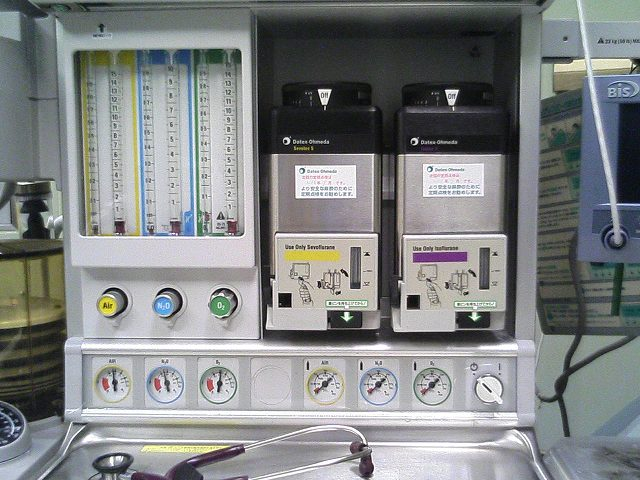
Japanischer Vaporizer von Datex-Ohmeda

Sie sind zur Unterscheidung mit einem farblichen Kopf versehen, wobei gelb für Sevofluran, lila für Isofluran und blau für Desfluran zeichnet. Der Vaporizer dient somit dazu, um flüssige Agenzien in eine inhalierbare Form zu überführen und kontrolliert der Atemluft beizumischen.
Anders als bei Inhalatoren wird die Substanz direkt (d. h. nicht als Lösung) verdampft.

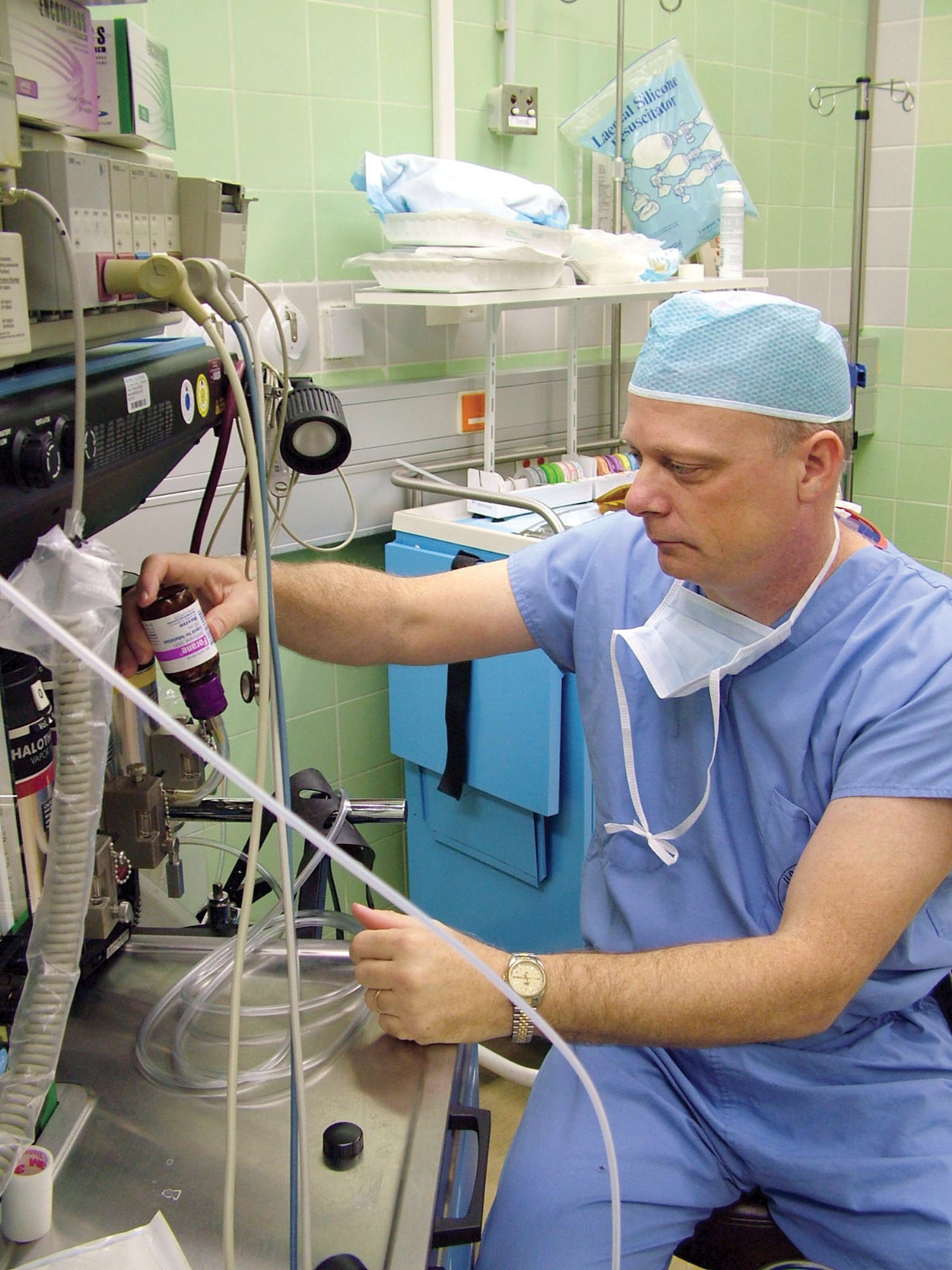
Nachfüllen eines flüssigen Narkosegases in den Verdampfer eines Narkosegeräts

Zur Anwendung von volatilen Narkotika auf einer Intensivstation existieren Geräte, welche an ein normales Intensivbeatmungsgerät (welche keinen Vaporanschluss besitzen) angeschlossen werden und das Narkosegas verdampfen. So wird zum Beispiel bei dem Produkt AnaConDa (Anaesthetic Conserving Device) das noch flüssige Narkosegas über eine normale Spritzenpumpe in einen Verdampfer gepumpt, der in den Beatmungsschlauch eingesteckt wird. Dabei wird durch eine Filtermembran das wieder ausgeatmete Gas zurückgewonnen, um den Gasverbrauch zu reduzieren.

## Weitere Bedeutung
In der jüngsten Zeit hat sich der Begriff auch für Geräte zur Heißextraktion von Wirkstoffen zur inhalativen Aufnahme durchgesetzt. Dabei handelt es sich ausschließlich um Geräte für Trockensubstanzen, wie z. B. Medizinaldrogen. Ein Vaporizer ist damit eindeutig abgegrenzt gegenüber der E-Zigarette, die nur für Flüssigkeiten geeignet ist, die meist aromatisiert sind und oft auch Nicotin enthalten können.

## Geschichtliches
Aus den späten 70er Jahren stammt die Beschreibung einer Vorrichtung des Tabakkonzerns RJ Reynolds, bei der trockener Tabak durch ein gasbetriebenes Katalytelement erhitzt und damit die Wirksubstanz Nicotin ausgetrieben und inhalierbar gemacht wird. Der Vorteil liegt in einer deutlich reduzierten Schadstoffbelastung durch das Fehlen von Pyrolyseprodukten, CO und Teer, wie sie bei der klassischen Verbrennungszigarette entstehen. Das Projekt wurde nie zur Marktreife verwirklicht. In den 90er Jahren nahm die Firma Ploom die Idee auf und entwickelte ebenfalls einen Trocken-Tabakverdampfer als Alternative zur Zigarette, der elektrisch beheizt wird. Wegen des diskontinuierlichen Betriebs, der stetiges Füllen und Entleeren nach sich zieht, war das Gerät nur mäßig erfolgreich. Ploom firmierte in Pax um und unter diesem Markennamen sind Vaporizer bis heute erhältlich und werden stetig weiterentwickelt. Sie haben in den USA weite Verbreitung in Verbindung mit dem dort legalen Cannabiskonsum erfahren und können sich fast zu den „State of the Art“ oder Referenzgeräten zählen.

## Aufbau und Funktion
Grundsätzlich verschieden im Aufbau sind stationäre Tisch- und portable Taschengeräte. Bei den Tischgeräten seien als Besonderheiten Konstruktionen erwähnt, bei denen in einem Kolben aus Laborglas die Einwaage von außen durch eine Halogenlampe mit Ellipsoidreflektor erwärmt wird. Der direkte Kontakt des Produkts mit Heizwendeln oder Metallen ist somit ausgeschlossen. Eine weitere Ausführung verwendet einen Produkt- und einen Bypassluftstrom, die über Schläuche verbunden und einstellbar sind. Damit lässt sich die Dosierung in jedem gewünschten Verhältnis einregulieren. Beide haben aber keine sonderliche Verbreitung erfahren.
Als Referenzgerät unter den stationären Vaporizern kann ein Modell bezeichnet werden, das vom Aussehen an eine Tischzentrifuge für Labore erinnert. Oberhalb der kegelförmigen Konstruktion wird die dampfförmige Phase zunächst kontinuierlich in ein ballonartiges Reservoir abgegeben – ähnlich dem O2 Reservoir eines Ambu-Beutels. Danach inhaliert der Patient aus diesem Reservoir. Der entscheidende Vorteil liegt in der Vermeidung von Stillstandsverlusten in den Zugpausen gegenüber allen anderen Ausführungen. Das Gerät wird überwiegend für Anwendungen mit Medizinalcannabis gebraucht und ist dafür verordnungsfähig. Es ist, wie auch die Pocketgeräte desselben Herstellers im Heilmittelverzeichnis gelistet und daher von den Krankenkassen erstattungsfähig. Voraussetzung dazu ist die Bewilligung einer Therapie mit Medizinalcannabis nach vorheriger Beantragung und Befürwortung durch den MDK.
Pocketgeräte unterscheiden sich konstruktiv wesentlich und erinnern in ihrer Form eher an E-Zigaretten, von denen sie teilweise kaum unterscheidbar sind. Neben modellspezifischen Unterschieden in Display und Menü ist allen gemeinsam, dass das Produkt in einem Tiegel aus glasierter Keramik, Glas oder Metall erhitzt wird, der am Boden für die Luftzufuhr gelocht ist oder ein Sieb hat. Üblich sind dabei Volumina von 1 - 2 cm³. Bei einigen Modellen sind diese Einsätze leicht auswechselbar, um sie zu tauschen und zu reinigen. Bei vielen ist das Mundstück schnorchelartig und ausschwenkbar. Das ist mit einer verlängerten Luftführung erklärt, die den angereicherten Luftstrom über Umlenkungen teils über Metallplatten führt, um die Temperatur von bis über 200 °C vor der Inhalation deutlich zu senken. Ein Modell – ebenfalls erstattungsfähig – des o.a. Herstellers fällt durch ein Kühlrippen besetztes, geschwungenes langes Metallrohr als Mundstück auf. Unterhalb im Ansaugluftstrom und um den Tiegel ist üblicherweise das temperaturgeregelte Heizelement aus Widerstandsdraht realisiert. Die meisten Geräte haben eine Temperatur- und Zeitvorwahl und laden den eingebauten Akku über USB.
Bei dieser Erhitzung über den Luftstrom sowie den Tiegel direkt wird die Substanz idealerweise nur so weit erwärmt, dass die gewünschten Inhaltsstoffe nahe ihrem Siedepunkt verdampfen. Eine Verbrennung (Oxidation) wird vermieden, so dass keine unerwünschten Nebenprodukte entstehen. Zumeist werden Vaporizer genutzt, um aktive Wirkstoffe von Pflanzenmaterial, wie Cannabis oder anderen Kräutern freizusetzen. Bei Cannabis findet dabei gleichzeitig die Decarboxylierung von THC-A zu THC statt. Eine Besonderheit stellen noch die „Heat-No-Burn“ Geräte für Tabak dar, die aber zu den E-Zigaretten gezählt werden. Dabei wird eine einsteckbare tabakgefüllte Papierhülse erhitzt, um das Nikotin rauchfrei auszutreiben.
In medizinisch therapeutischer Anwendung hat der Vaporizer seinen festen Platz erobert, denn dort kommt nicht nur Nabilon in Form von Tropfen (synth. THC) oder Spray (Sativex), sondern je nach Indikation auch die Verordnung ganzer Cannabisblüten zur Anwendung. Dabei ist dem Patienten – besonders Nichtrauchern – keinesfalls die Schadbelastung durch Rauch bei klassischer Verbrennung zuzumuten.
Bei verbesserter Extraktion (Wirkungsgrad) mit dem Vaporizer auf niedrigem Temperaturniveau ist eine weitaus geringere Schädigung des Lungensystems als bei Aufnahme nach Verbrennung nachgewiesen.

## Sonstige Anwendung
Außerhalb der Nutzung im Medizinbereich werden Vaporizer auch im Freizeitbereich häufig zum Konsum von pharmazeutischen Drogen, insbesondere Cannabis, aber auch Pfefferminze oder Salvia divinorum genutzt. Headshops bieten Vaporizer in verschiedenen Ausführungen für die Verwendung von z. B. Cannabis an.
Neben dem Einsatz in den erwähnten Narkosegeräten wird ein Vaporizer dazu verwendet, Wirkstoffe und Aromen aus Pflanzenmaterial zu gewinnen, um diese zu inhalieren. Je nach Pflanze sind dabei unterschiedliche Temperaturen notwendig. Dazu beispielhaft und auszugsweise einige Temperaturen, bei denen der Vorgang optimal verlaufen soll.
(Hinweis: dient nur zur Übersicht und keinesfalls als Anleitung! Bei einigen Substanzen können Beschränkungen in Bezug auf Handel oder Besitz bestehen. Bei Nichtbeachtung können ggf. strafrechtliche Konsequenzen entstehen (BtMG).)
| Pflanze                                                  | Pflanzenteil | Temperatur |
| -------------------------------------------------------- | ------------ | ---------- |
| Afrikanisches Löwenohr (Leonotis leonurus, „Wild Dagga“) | Blüten       | 175 °C     |
| Ayahuasca, Yajé (Banisteriopsis caapi)                   | Stängel      | 190 °C     |
| Baldrian (Valeriana officinalis)                         | Wurzel       | 190 °C     |
| Blauer Lotus (Nymphaea caerulea)                         | Blüten       | 125 °C     |
| Cannabis (Cannabis sativa)                               | Blüten       | 185 °C     |
| Damiana (Turnera diffusa)                                | Kraut        | 175 °C     |
| Eukalyptus (Eucalyptus globulus)                         | Blätter      | 130 °C     |
| Fliegenpilz (Amanita muscaria)                           | Fruchtkörper | 175 °C     |
| Hopfen (Humulus lupulus)                                 | Zapfen       | 154 °C     |
| Isländisches Moos (Cetraria islandica)                   | Kraut        | 190 °C     |
| Johanniskraut (Hypericum perforatum)                     | Kraut        | 180 °C     |
| Kamille (Chamomilla recutita)                            | Blüten       | 190 °C     |
| Kratom (Mitragyna speciosa)                              | Blätter      | 190 °C     |
| Lavendel (Lavandula angustifolia)                        | Blätter      | 130 °C     |
| Passionsblume (Passiflora incarnata)                     | Kraut        | 150 °C     |
| Pfefferminze (Mentha × piperita)                         | Blätter      | 130 °C     |
| Salbei (Salvia officinalis)                              | Blätter      | 190 °C     |
| Schafgarbe (Achillea spp.)                               | Kraut        | 150 °C     |
| Sinicuichi (Heimia salicifolia)                          | Blätter      | 190 °C     |
| Steppenraute (Peganum harmala)                           | Samen        | 150 °C     |
| Thymian (Thymus vulgaris)                                | Kraut        | 190 °C     |
| Wahrsagesalbei (Salvia divinorum)                        | Blätter      | 235 °C     |
| Yohimbe (Pausinystalia yohimbe)                          | Rinde        | 190 °C     |
| Zitronenmelisse (Melissa officinalis)                    | Blätter      | 142 °C     |

## Forschung
Das Interesse an der medizinischen Nutzung eines Vaporizers zur Verdampfung von Cannabis spiegelt sich in einer Anzahl Studien wider, die in den letzten Jahren veröffentlicht wurden. Federführend sind Studien aus den USA mit der zuletzt von D. Abrams veröffentlichten Studie im Jahre 2007. Weitere Studien wurden von der Universität Leiden, Niederlande, veröffentlicht. Die Studien kommen zu dem Schluss, dass die Verabreichung von verdampften Cannabiswirkstoffen eine medizinisch sinnvolle Applikationsform darstellt, da Verdampfung im günstigsten Fall keine Verbrennungsprodukte erzeugt. So auch die im Mai 2008 im Journal of Psychopharmacology veröffentlichte Studie von Lineke Zuurman, die zu dem Schluss gelangt, dass das Verdampfen mit dem Vaporizer eine sinnvolle Methode zur Verabreichung von THC ist.